# Карягина, Ариадна Владимировна
Ариа́дна Влади́мировна Каря́гина (род. 12 апреля 1961, Ленинград) — певица, лауреат международных фестивалей и конкурсов современной и джазовой музыки; вокальный педагог и методист.

## Биография
Окончила Санкт-Петербургскую консерваторию имени Н. А. Римского-Корсакова и Санкт-Петербургский институт гештальта. Работала в Петербургской театральной академии, Петербургском НИИ уха, горла, носа и речи. С 2000 по 2023 год заведовала отделением эстрадного пения Санкт-Петербургского музыкального училища им. М. П. Мусоргского.
В качестве вокалистки принимала участие в различных творческих проектах: группа «Самкха» (1996), ансамбль В. Гайворонского (1997—2000), «Сефарад-ансамбль» (2000—2008), трио «Ариадна и Параллельные голоса» (с 2006).
Выступает на концертных и фестивальных площадках Европы, США и России. Записала 8 CD, из них 5 — сольные работы: «На восток от неба», «Кому спели, тому и добро» и др.
В 1999—2004 годы на «Радио России» — Санкт-Петербург вела авторскую программу о нетрадиционной музыке «Нестандарт». Является художественным руководителем «Клуба профессиональной поддержки певцов» (с 2007), продюсером проектов «От блюза до Бродвея» и «Поём с биг-бэндом» (с 2009). Руководит «Городским методическим объединением вокально-эстрадных любительских коллективов» Петербургского ГКДУ «Дом народного творчества и досуга» при Комитете по культуре Санкт-Петербурга. Проводит мастер-классы и тренинги для певцов, психологов и педагогов вокала.

## Научно-методическая деятельность
Автор методики постановки, коррекции и развития голоса «Возвращение к голосу» (1997); пособий по джазовому и современному вокалу.

### Избранные труды
- Карягина А. В. Джазовый вокал : практическое пособие для начинающих. — СПб. [и др.] : Лань Планета музыки, 2008. — 44+2 с. : нот. + 1 эл. опт. диск (CD-ROM). — (Мир культуры, истории и философии).
  - Джазовый вокал [Ноты] : практ. пособие для начинающих. — 2-е изд. — СПб. : Лань Планета музыки, 2011. — 48 с. — (Мир культуры, истории и философии).
- Карягина А. В. Современный вокал: методические рекомендации. — СПб.: Композитор, 2012. — 47 с.[3] — ISBN 978-5-7379-0503-3

## Награды и признание
- Лауреат II степени 1-го Всероссийского конкурса композиторов им. Д. Д. Шостаковича (2015) в номинации «Эстрадная и джазовая музыка» — за вокальные композиции из цикла «Кому спели, тому и добро».

## Комментарии
1. ↑  Современный вокал. — Композитор, 2012.